# 芬·羅素

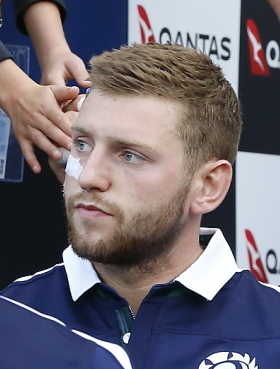

芬·羅素（英語：Finn Russell；1992年9月23日—）是一位蘇格蘭橄欖球運動員。他是蘇格蘭國家橄欖球隊的一員，代表蘇格蘭參加了2015年世界盃橄欖球賽。